# ليبيدوميات
يمكن تعريف علم الدهنيات بوصفها دراسة على نطاق واسع من المسارات والشبكات للدهنيات الخلوية في النظم الأحيائية  إن كلمة «ليبيدوم» تستخدم لوصف ملف الدهنيات كاملا داخل الأنسجة والخلية أو الكائن الحي ويشكل مجموعة فرعية من «ميتابولم» الذي يضم أيضا ثلاث فئات رئيسية أخرى من الجزيئات الحيوية: البروتينات / الأحماض الأمينية والسكريات والأحماض النووية. علم الدهنيات هو حقل البحوث الحديثة نسبيا المدفوعة بالتقدم السريع في تقنيات معينة من قبيل مطيافية الكتلة (MS)و الرنين النووي المغناطيسي (NMR) الطيفي والتحليل الطيفي المتألق والتداخل ثنائي الاستقطاب والاساليب الحسابية، إلى جانب الاعتراف بدور الدهنيات في كثير من الأمراض الاستقلابية مثل السمنة وتصلب الشرايين وارتفاع ضغط الدم والسكتة الدماغية والسكري. ان هذا المجال سريع النمو  يستكمل التقدم الهائل المحرز في علم المورثات وعلم البروتينات، وكلها تشكل عائلة علم أحياء الأنظمة.
بحوث علم الدهنيات تتضمن التحديد والتقدير الكمي لآلاف الأنواع من الدهنيات الخلوية الجزيئية وتفاعلها مع غيرها من الدهنيات والبروتينات وعمليات الاستقلاب الأخرى. إن الباحثين في علم الدهنيات يتفحصون البنى والوظائف والتفاعلات ودينامية الدهنيات الخلوية والتغيرات التي تحدث خلال اضطرابات النظام.
هان وغروس  قاما اولا بتعريف حقل علم الدهنيات عبر إدماج خصائص كيميائية معينة الكامنة في أنواع الدهنيات الجزيئية مع اتباع نهج الكتلة الطيفية الشاملة. على الرغم من أن علم الدهنيات تقع تحت مظلة الحقل الأكثر عمومية من «علوم الاستقلاب» إلا أن علم الدهنيات في حد ذاتها تخصص متميز نتيجة للتفرد والخصوصية الوظيفية للدهنيات نسبة إلى الاستقلابات الأخرى.
في بحوث علم الدهنيات فان قدرا هائلا من المعلومات الكمية تصف التعديلات المكانية والزمنية في المضمون والتكوين لمختلف أنواع الدهنيات الجزيئية والتي تجمعت بعد الاضطراب في خلية ما عن طريق إجراء تغييرات في حالتها الفيزيولوجية أو المرضية. ان المعلومات التي تم الحصول عليها من تلك الدراسات تيسر أفكارا آلية من خلال التغييرات في الوظائف الخلوية. ولذلك فان دراسات علم الدهنيات تضطلع بدور أساسي في تحديد آليات العمليات الكيميائية الحيوية للأمراض المرتبطة بالدهنيات من خلال تحديد التغيرات في استقلاب الدهنيات الخلوية ومرورها وتوازنها في الجسم. وينظر أيضا إلى الاهتمام المتزايد في بحوث الدهنيات من خلال المبادرات الجارية لاستقلاب الدهنيات والمسارات الإستراتيجية (اتحاد خرائط الدهنيات) ، والمبادرة الأوروبية لبحوث علم الدهنيات (ELIfe).

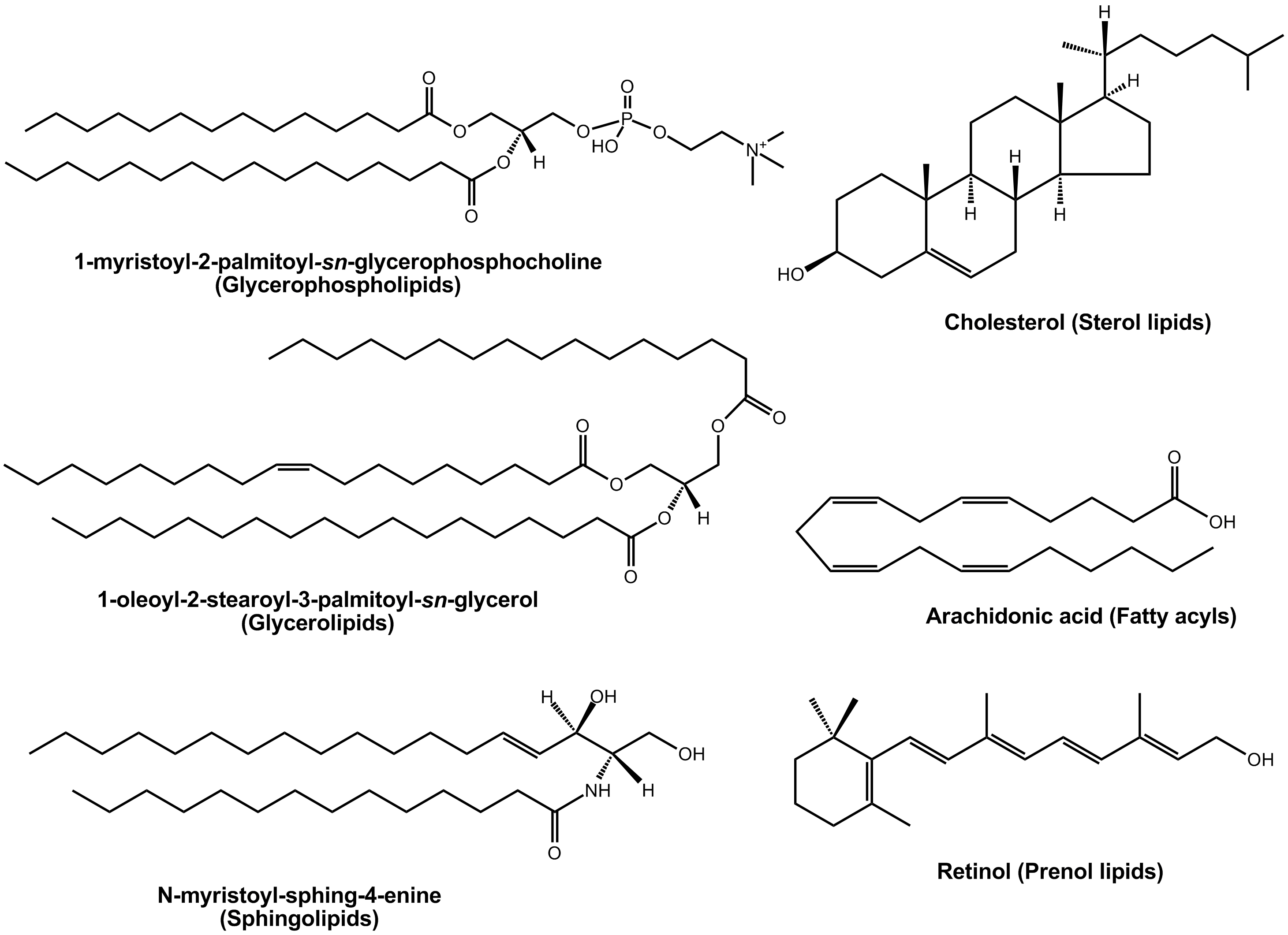
Examples of some lipids from various categories.

## التنوع الهيكلي للدهنيات
الدهنيات هي مجموعة متنوعة ومتواجدة في كل مكان للمركبات التي لها العديد من الوظائف الإحيائية الأساسية، مثل العمل بوصفها مكونات هيكلية لأغشية الخلايا، بمثابة مصادر تخزين للطاقة والمشاركة في تأشير المسارات. قد تعرف الدهنيات عموما بأنها هيدروفوبي أو جزيئات صغيرة متقابلة الزمر التي تنشأ كليا أو جزئيا من نوعين مختلفين من الوحدات الفرعية الكيميائية الحيوية أو «لبنات البناء:» مجموعات الكيتو اسيل وأيسوبرين. إن التنوع الهيكلي الهائل الموجود في الدهنيات ينشأ من التركيب الحيوي لمجموعات عدة من لبنات البناء. على سبيل المثال، الغلايسيرفسفوليبيدس يتكون من الجلسرين بشكل أساسي ويرتبط إلى واحدة من المجموعات العشرة الرئيسية الممكنة، وأيضا إلى سلاسل أسيل الدهنية 2 / سلاسل ألكان، والتي بدورها يمكن ان تملك 30 أو أكثر من البنى الجزيئية المختلفة. في الممارسة العملية، لا يتم الكشف عن كافة التبديلات الممكنة تجريبيا، وذلك بسبب سلسلة التفضيلات بالاعتماد على نوع الخلايا وكذلك لحدود الاكتشاف—ومع ذلك تم اكتشاف عدة مئات من أنواع الغلايسيرفسفوليبيدس الجزيئية المتميزة في خلايا الكائنات الثديية.

## التقنيات التجريبية

### استخلاص الدهنيات
معظم طرق استخراج الدهنيات وعزلها من العينات البيولوجية باستغلال قابلية الذوبان العالية للسلاسل الهيدروكربونية في المحاليل العضوية. نظرا للتنوع في الفئات الدهنية، فمن غير الممكن احتواء كافة الفئات بطريقة استخلاص مشتركة. الإجراء التقليدي بليغ/ داير  يستخدم كلوروفورم / بروتوكولات الميثانول الأساسية والتي تشمل فترة التجزئة في داخل الطبقة العضوية. هذه البروتوكولات تعمل بشكل جيد نسبيا لمجموعة متنوعة من الدهنيات المتصلة من الناحية الفيزيولوجية كذلك يتعين ملائمتها لكيمياء الدهنيات المعقدة ومنخفضة الوفرة والمستقلبات الدهنية اللامستقرة  عندما كان يتم استخدام التربة العضوية فان السيترات العازلة من استخلاص المزيج أعطت كميات أكبر من الدهنيات الفوسفاتية أكثر الاستات العازلة، تريس أو H2O أو الفوسفات العازلة 

### فصل الدهنيات
أبسط طريقة للفصل الدهنيات هو استخدام طبقة استشراب رقيقة (تي ال سي) وإن لم تكن حساسة مثل غيرها من أساليب اكتشاف الدهنيات، فإنها توفر وسيلة فحص سريعة وشاملة لتقنيات سابقة أكثر حساسية وتعقيدا. استخلاص خلاصة المرحلة الصلبة ((اس بي أي)) مفيد للانفصال التحضيري السريع للمخاليط الدهنية الخام إلى طبقات دهنية مختلفة. وهذا ينطوي على استخدام الأعمدة المجمدة التي تحتوي على السيليكا أو مراحل ثابتة أخرى لفصل الغليسيروفوسفوليبيدز والأحماض الدهنية واستيرات الكوليسترول، والغليسيروليبيدز، والستيرولات من مخاليط الدهن الخام، ويستخدم الاستشراب السائل ذو الأداء العالي على نطاق واسع  (الاستشراب السائل عالي الأداء أو LC) في تحليل اللبيديات لفصل الدهون قبل التحليل الشامل. ويمكن انجاز الفصل إما عن طريق مرحلة طبيعية منHPLC)الاستشراب السائل عالي الأداء (أو عكس مرحلة HPLC). على سبيل المثال، المرحلة الطبيعية HPLC تفصل على نحو فعال الغليسيروفوسفوليبيدز على أساس رأس مجموعة الاستقطاب،  في حين عكس المرحلة HPLC فعالة بفصل الأحماض الدهنية مثل ايكوسانويدز على أساس طول السلسلة، ودرجة التشبع والاستبدال. HPLC من الدهون إما أن يتم تنفيذها حاليا أو عبر الإنترنت حيث يتم إدماج شطافة مع مصدر التأين لمطيافية الكتلة.

### اكتشاف الدهون
وقد تسارع التقدم في علم الدهنيات الحديث بشكل كبير من خلال تطوير أساليب التحليل الطيفي عموما وتقنيات التأيين اللين لقياس الطيف الكتلي مثل التأين بالرش الكهربائي (أي اس آي) ) والنسيج الغشائي الذي يتلقى مساعدة بنضح الليزر (MALDI)  على وجه الخصوص. التأين «اللين» لا يسبب تجزئة واسعة النطاق، حتى يتسنى لها اكتشاف شامل لمجموعة بأكملها من الدهون داخل خليط معقد ويمكن ان تعزى للظروف التجريبية أو حالة المرض. وبالإضافة إلى أي اس آي و MALDI فان تقنية تأين الضغط الجوي الكيميائية (APCI) أصبحت تحظى بشعبية متزايدة لتحليل الدهون غير القطبية 

رسم تخطيطي عام يوضح علاقات الدهون بالجينوم والنسخة والبروتين والمستقلب. تنظم الدهون أيضًا وظيفة البروتين ونسخ الجينات كجزء من "التفاعل" الديناميكي في الخلية

### أي اس آي-مطيافية الكتلة
أي اس آي- مطيافية الكتلة تطورت مبدئيا بواسطة فين وزملاؤه لتحليل الجزيئات الحيوية. وتعتمد على تشكيل الأيونات الغازية من القطبية وقابليتها للتغيير حراريا ومعظم هذه الجزيئات من الجزيئات غير المتطايرة، وبالتالي فهي مناسبة كليا لمجموعة متنوعة من الدهون. وهذه هي طريقة التأين اللينة التي نادرا ما تعرقل الطبيعة الكيميائية للعينة المراد تحليلها قبل تحليل الكتلة. وقد تم تطوير العديد من أساليب أي اس آي- مطيافية الكتلة لتحليل مختلف الطبقات والفئات الفرعية وأنواع الدهون الفردية من مستخلصات بيولوجية. وقد تم في الآونة الأخيرة نشر مراجعة شاملة لهذه الأساليب وتطبيقاتها. وتشمل المزايا الرئيسية ل أي اس آي-مطيافية الكتلة من مثل الدقة العالية والحساسية وإعادة الإنتاج وتطبيق تقنية لإيجاد حلول معقدة دون الرجوع للاشتقاق المسبق. هان وزملاء ه طوروا طريقة تعرف باسم «بندقية علم الدهنيات» والتي تنطوي على حقن مباشر من الدهون الخام المستخرجة إلى مصدر أي اس آي الأمثل لفصل الدهون داخل المصدر استنادا إلى خصائصها الكهربائية الجوهرية.

### MALDI-مطيافية الكتلة
مطياف الكتلة MALDI هو طريقة التأين اللينة المعتمدة على الليزر وكثيرا ما تستخدم لتحليل البروتينات الكبيرة، ولكنها كانت قد استخدمت بنجاح للدهون. ان الدهون مختلطة مع النسيج الغشائي، مثل 2,5 - حامض ديهيدروكسيلبينزوديك (حمض جيني) وتطبيقها على عينة حاملة بوصفها بقعة صغيرة. ويتم بهذه الطريقة أطلاق الليزر على بقعة ويقوم النسيج الغشائي بامتصاص الطاقة، والتي يتم نقلها بعد ذلك إلى المحلل، مما يؤدي لتأيين الجزيء MALDI فترة الهروب (حركة سريعة) (MALDI - TOF) أصبحت مطيافية الكتلة نهجا واعدا جدا لدراسات علم الجينات، لا سيما بالنسبة لتصوير الدهون من شرائح الأنسجة.

### APCI-مطيافية الكتلة
ان مصدر APCI هو مماثل ل أي اس آي إلا أن الايونات تتشكل من تفاعل المذيبات الساخنة المراد تحليلها مع إبرة تفريغ الكورونا التي وضعت في جهد كهربائي عالي. يتم تشكيل الأيونات الأولية فورا في المناطق المحيطة بالإبرة، وهذا التفاعل مع المذيبات لتشكيل أيونات ثانوية يقوم يتأيين العينة في نهاية المطاف. APCI مفيد لا سيما لتحليل الدهون غير القطبية مثل ترياسيغليسيرولز والستيرول واسترات الأحماض الدهنية.

## تقنيات التصوير
لقد مكنت التطورات الأخيرة في طرق MALDI الاكتشاف المباشر للدهون في الوضع الطبيعي. ويتم إنتاج الكثير من ايونات الدهون المتصلة من خلال التحليل المباشر لشرائح الأنسجة الرقيقة عندما يتم الحصول على أطياف متسلسلة عبر سطح الأنسجة المغلفة بالنسيج الغشائي MALDI. ويمكن استخدام تفعيل الاصطدام في الأيونات الجزيئية لتحديد عائلة الدهون وفي كثير من الأحيان تحديد الناحية الهيكلية للأنواع الجزيئية. هذه التقنية تتيح اكتشاف سفينغوليبيدز والدهون الفوسفاتية ودهنيات الجليسرول في الأنسجة مثل الكلى والقلب والدماغ. وعلاوة على ذلك تم اكتشاف توزيع الكثير من الأنواع المختلفة من الدهون الجزيئية والتي غالبا ما تحدد المناطق التشريحية ضمن تلك الأنسجة.

## ملفات تعريف علم الدهنيات

الملامح الدهنية الكمية (الدهون) من الخميرة Saccharomyces cerevisiae المزروعة في درجات حرارة مختلفة

ملفات تعريف الدهون هي قاعدة علوم الاستقلاب الموجهة والتي تقدم تحليلا شاملا لأنواع من الدهون داخل الخلايا أو الأنسجة. فمثلا ملفات التعريف القائمة على التأين بالرش الكهربائي بالتزامن مع مطياف الكتلة (ESI-MS/MS) قادرة على توفير البيانات الكمية وغير القابلة للتكيف مع تحليلات القدرة الإنتاجية المرتفعة. هذه الطرق القوية لنقل المورثات، هما الحذف و/ أو فوق التعبير لمنتج المورثات مقرونا مع علم الدهنيات يمكنها إعطاء نظرة ثاقبة وقيمة لدور المسارات البيوكيميائية. Lipid profiling techniques have also been applied to plants كما تم أيضا تطبيق تقنيات ملفات تعريف الدهون على النباتات [29] والكائنات الحية الدقيقة مثل الخميرة. ان مزيج بيانات علم الدهنيات الكمية بالتعاون مع البيانات المناظرة النسخية (باستخدام اساليب مصفوفة المورثات (وبيانات البروتين (بالاستخدام المتزامن لمطيافية الكتلة (كل هذا يتييح اتباع نهج للأنظمة البيولوجية للمزيد من الفهم المتعمق للاسقلاب أو مسارات إشارات الفائدة.

## المعلوماتية
أحد التحديات الرئيسية لعلم الدهنيات، لا سيما بالنسبة للمناهج المستندة إلى مطيافية الكتلة، تكمن في المتطلبات الحسابية والمعلوماتية الإحيائية لتناول كميات كبيرة من البيانات التي تظهر في مراحل عدة على طول تسلسل اقتناء المعلومات وتجهيزها. تجميع البيانات الاستشرابي ومطيافية الكتلة يتطلبان جهودا كبيرة في المحاذاة الطيفية والتقييم الإحصائي للتذبذبات في شدة الإشارة. ومثل هذه الاختلافات لها العديد من الأصول، بما في ذلك الاختلافات الإحيائية، والتعامل مع العينات ودقة التحليل.نتيجة لذلك يطلب عادة عدة نسخ متماثلة للتقارير الموثقة لمستويات الدهون في المخاليط المعقدة. خلال السنوات القليلة الأخيرة تم وضع عدد من حزم البرامج من قبل مختلف الشركات والمجموعات البحثية لتحليل البيانات الناتجة عن ملفات تعريف مطيافية الكتلة للاسقلاب، ويشمل ذلك الدهون. عادة فان معالجة البيانات لملفات التعريف التفريقية تمضي قدما خلال مراحل متعددة، بما في ذلك التلاعب بملف الإدخال وترشيح الطيف واكتشاف الذروة والمحاذاة الاستشرابية والتطبيع والتصور التخيلي وتصدير البيانات. مثال على برامج ملفات تعريف الاستقلاب هو التطبيق المجاني المتاح لجافا القائمة إلى Mzmine. بعض حزم البرامج من قبيل مشاهدة علامة  تتضمن التحليل الإحصائي متعدد المتغيرات (على سبيل المثال، تحليل العنصر الرئيسي) وهذا سيكون مفيدا لتحديد الارتباطات في استقلاب الدهون المرتبطة مع النمط التكويني الفيزيولوجي، وخاصة لتطوير المؤشرات الحيوية المستندة إلى الدهون.وثمة هدف آخر جانبي لتقنية المعلومات لعلم الدهنيات ينطوي على إنشاء خرائط استقلابية من بيانات بنية الدهون والبروتينات المرتبطة بالدهون والمورثات. البعض من مسارات الدهون هذه  معقدة للغاية، على سبيل المثال مسار غليسوسفينغوليبيدز في الثدييات. إن إنشاء قواعد بيانات قابلة للبحث والتفاعل  للدهون والدهون المرتبطة بالمورثات / البروتينات هي أيضا مصدر هام للغاية بوصفه مرجعا لمجتمع علم الدهنيات. إن إدماج قواعد البيانات هذه مع مطيافية الكتلة وغيرها من البيانات التجريبية وكذلك مع شبكات الاستقلاب  يتيح فرصة لابتكار استراتيجيات علاجية لمنع أو عكس هذه الحالات المرضية والتي تنطوي على اختلال وظيفي لعمليات الدهون المرتبطة.

## وصلات خارجية
- بوابة علم الدهنيات - تحديثات البحوث وقواعد البيانات من خرائط الدهون ومجموعة طبيعة النشر.
- مبادرة علم الدهنيات الأوروبية (ELIfe) نسخة محفوظة 22 يونيو 2018 على موقع واي باك مشين. - مصادر البحوث الأوروبية للمصادر الاحيائية للدهون
- مركز بحوث علم الدهنيات في كانساس  - مركز بحوث علم الدهنيات في كانساس
- علم الدهنيات: نظرة عامة
- مكتبة الدهون - مكتبة الدهون
- مجموعة الدهون بجامعة فاندربيلت  مجموعة الدهون بجامعة فاندربيلت